# Lance Reventlow
Lance Reventlow pe numele complet Lawrence Graf von Haugwitz-Hardenberg-Reventlow (n. 24 februarie 1936 – d. 24 iulie 1972) a fost un pilot american de Formula 1 care a evoluat în Campionatul Mondial în sezonul 1960.
1. ↑  Lance Graf Haugwitz-Hardenberg-Reventlow, The Peerage, accesat în 9 octombrie 2017
2. ↑  Lance von Haugwitz, Roglo
3. ↑  The Peerage